# 2019冠状病毒病监视
2019冠状病毒病监视涉及监视2019冠状病毒病疾病的传播，以便确定疾病进展的模式。 世界卫生组织（WHO）建议进行主动监视，重点是在所有传播情况下进行病例的发现，测试和接触追踪。 预计COVID-19监视将监视流行病学趋势，迅速发现新病例，并基于此信息，提供流行病学信息以进行风险评估并指导疾病的预防。

## 症状监视
根据对应于COVID-19的个人症状进行症状监视。截至2020年3月，世界卫生组织建议以下病例定义：
- 疑似病例：“患有急性呼吸系统疾病（发烧且至少有呼吸系统疾病的征兆/症状之一，例如咳嗽，呼吸急促），并且有去过或居住过的地方并报告了社区传播COVID-19病史的患者在症状发作之前的14天内”或“在症状发作之前的最后14天内曾接触过确诊或可能的COVID-19病例的任何急性呼吸系统疾病患者”或“患有严重急性呼吸道疾病的患者疾病（发烧和至少一种呼吸系统疾病的体征/症状，例如咳嗽，呼吸急促；和需要住院治疗），并且没有其他可以完全解释临床表现的诊断方法。”
- 可能的病例：“不确定对COVID-19病毒进行测试的可疑案例”或“因故无法进行测试的可疑案例”
- 确诊病例：“具有实验室确诊COVID-19感染的人，无论其临床症状和体征如何”
- 接触者：“在可能或确诊病例的症状发作前2天和之后14天经历以下任何一种暴露的人

1. 与可能或已确诊的病例在1米以内面对面接触超过15分钟
2. 与可能或确诊的病例直接身体接触
3. 在没有使用适当个人防护设备的情况下直接护理可能或已确诊COVID-19疾病的患者
4. 当地风险评估表明的其他情况”

世界卫生组织建议在确诊后48小时内报告可能和确诊的COVID-19感染病例。 各国应尽可能根据情况进行报告，但在资源有限的情况下，也可以每周汇总报告。 一些组织已经创建了用于症状监测的众包应用程序，人们可以在其中报告症状，以帮助研究人员绘制出COVID-19症状集中的区域。

## 病毒学监视
病毒学监测是通过对COVID-19进行分子检测来完成的。 世界卫生组织已为实验室发布有关如何对COVID-19进行测试的资源。 在欧盟，鉴定后24小时内报告了实验室确诊的COVID-19病例。几个国家对废水进行病毒学监测，以测试在废水流域的居民中COVID-19的存在或流行。

## 数字监视

中国大陆样式的健康码

至少有24个国家对其公民进行了数字监视。 数字监视技术包括应用程序，位置数据和电子标签。 美国疾病控制与预防中心(CDC)使用航空旅客数据跟踪个人的旅行信息。
对于不拥有智能手机或拥有不支持蓝牙低功耗功能的智能手机的用户，跟踪腕带可以代替智能手机应用程序。 在英国，截至2020年，超过百分之十的智能手机缺少此功能。 此外，在韩国，发现被发现违反隔离规定的人会获发追踪腕带，追踪腕带被设计成如果移除腕带以提醒当局。美国至少有一个辖区使用现有的脚镯技术对发现违规的患者进行隔离。
在香港，特区政府早期要求所有抵港的隔离人士都需要一个手环和一个应用程序，之后也推出了安心出行程序记录行程。 在韩国，GPS应用程序用于跟踪韩国个人的位置，以确保不违反隔离规定，如果有人离开指定区域，则向用户和当局发送警报。在新加坡，个人必须使用合力追踪记录行程。泰国正在为所有旅行者使用应用程序和SIM卡来执行隔离。 印度正计划制造位置和温度监测带。 以色列使用了其现有的监视工具来跟踪信息并将其发送给需要做自我隔离的人。
在中国大陆，普遍使用健康码作為個人的電子通行證。健康码經讀取後可確認與證明持有人的健康情況，並以之出入需要出示該證明的場地。申请人通过填报个人信息健康状况、旅游史、居住地、及是否接触过疑似或确诊肺炎病患等问题自动生成二维码，分红、黄、绿三种颜色，动态显示个人疫情风险等级。截至2020年4月，中国大陆已有200多座城市启用基于支付宝平台的“健康码”，而基于腾讯平台的防疫健康码则覆盖近20个省级行政区300多个市县。
人权组织批评了其中一些措施，要求政府不要以瘟疫大流行做为掩护而引入侵入性数字监视（invasive digital surveillance）。而在中国大陆，《纽约时报》记者對健康码代碼的分析發現，該系統不僅可以實時判斷某人是否具有傳染風險，亦会與公安机关共享用戶資料，監視其位置以及健康狀況，會把用戶個資、位置和識別碼發給伺服器，在疫情结束後可能會長期存在，繼而幫助政府進行監控。人權觀察組織中國研究員王松蓮认为“健康码”是“中国開展大规模监控歷史上的里程碑事件之一”。也有民众认为个人的医疗隐私可能被不当滥用。

## 参阅
- 2019冠状病毒病检测
- 传播途径
- 接触者追踪
- 废水监测（英语：Wastewater surveillance）